# 岐阜ファミリーパーク
岐阜ファミリーパーク（ぎふファミリーパーク）は、岐阜県岐阜市山県北野にある、ファミリー向け遊園地「こどもゾーン」と、スポーツ施設「スポレクゾーン」のある公園である。1982年（昭和57年）3月に開園した面積58.6haの都市公園。

## 概要
- 入場料、駐車料金は無料。
- 「こどもゾーン」の有料のアトラクションも低料金であり、休日は家族連れで賑わう。
  - 有料アトラクションは、こどもゾーンに記載。
- 「スポレクゾーン」は、ミワクル広場・芝生広場やアスレチック、野球場、テニスコートなどもある。
  - 複合遊具10基11種類、ミワクル広場は『スポレクゾーン』に記載。
- 園内には自動販売機や、フードコート（セルフサービス形式の軽食）があり飲み物や軽食の購入・飲食が可能だが、岐阜市の東北端に位置する場所にあるため周辺徒歩範囲に売店や食堂はない。

- 指定管理者制度により、2017年（平成29年）4月1日からは「ファミリーパークホールディングス」（岐阜造園・立花園で構成）が管理・運営を行っている。
- それ以前は、2007年（平成18年）4月1日から「昭和コンクリート工業・昭和造園土木・技研サービス・東海遊具・共同体」、2009年（平成21年）4月1日からは「岐阜市公園緑地管理共同事業体」（岐阜市みどりのまち推進財団・岐阜造園・立花園で構成）が行っていた。

- 住所：岐阜県岐阜市山県北野997

### 休園日
- 火曜日（その日が祝日などの場合はその翌日）
- 年末年始（12月29日〜翌年1月1日）

### 開園時間
- 1、2、12月--------------- 9時30分〜15時
- 3〜6月、9〜11月----- 9時30分〜16時30分
- 7〜8月------------------- 9時30分〜17時

## 施設

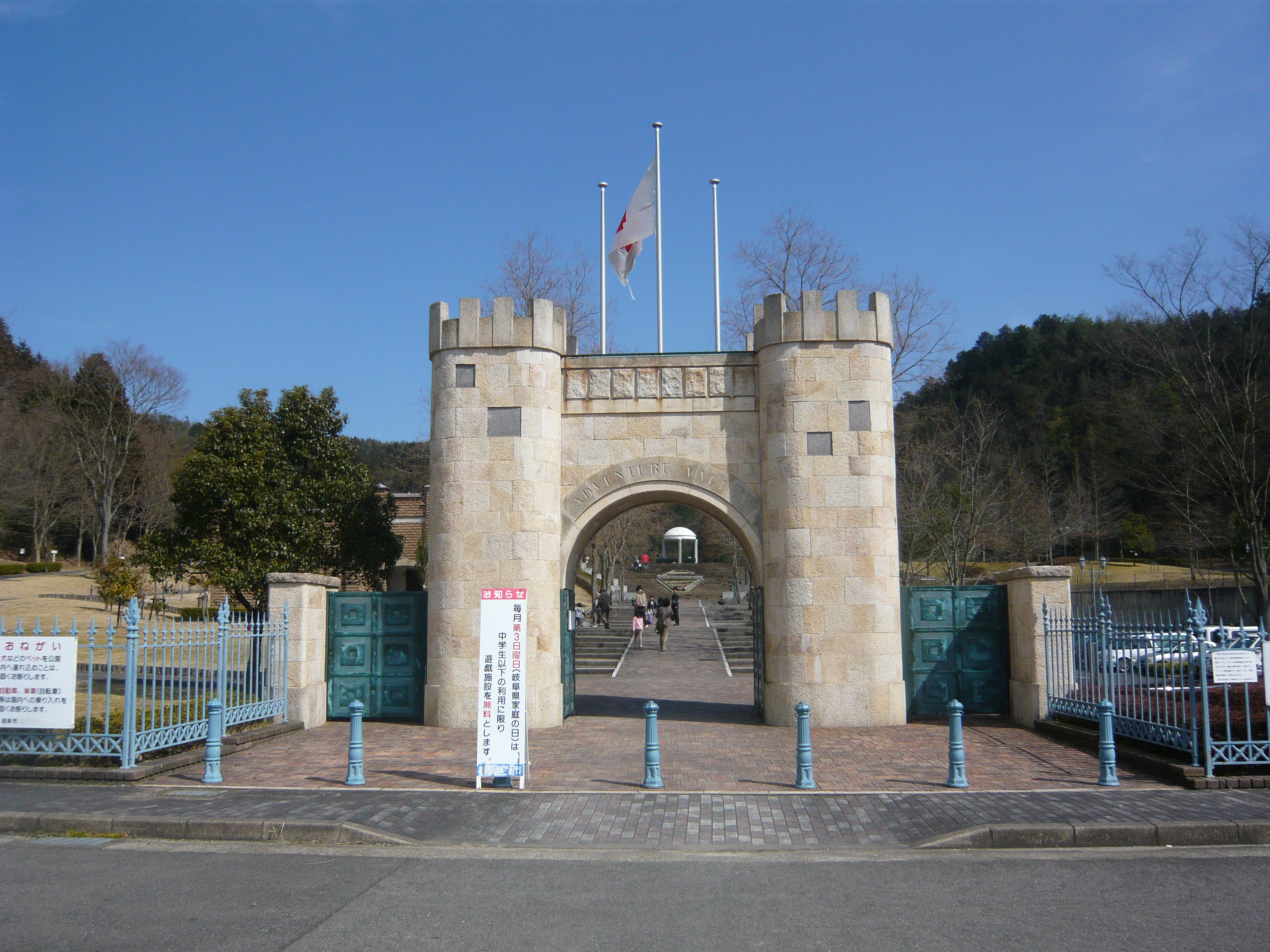
こどもゾーンゲート

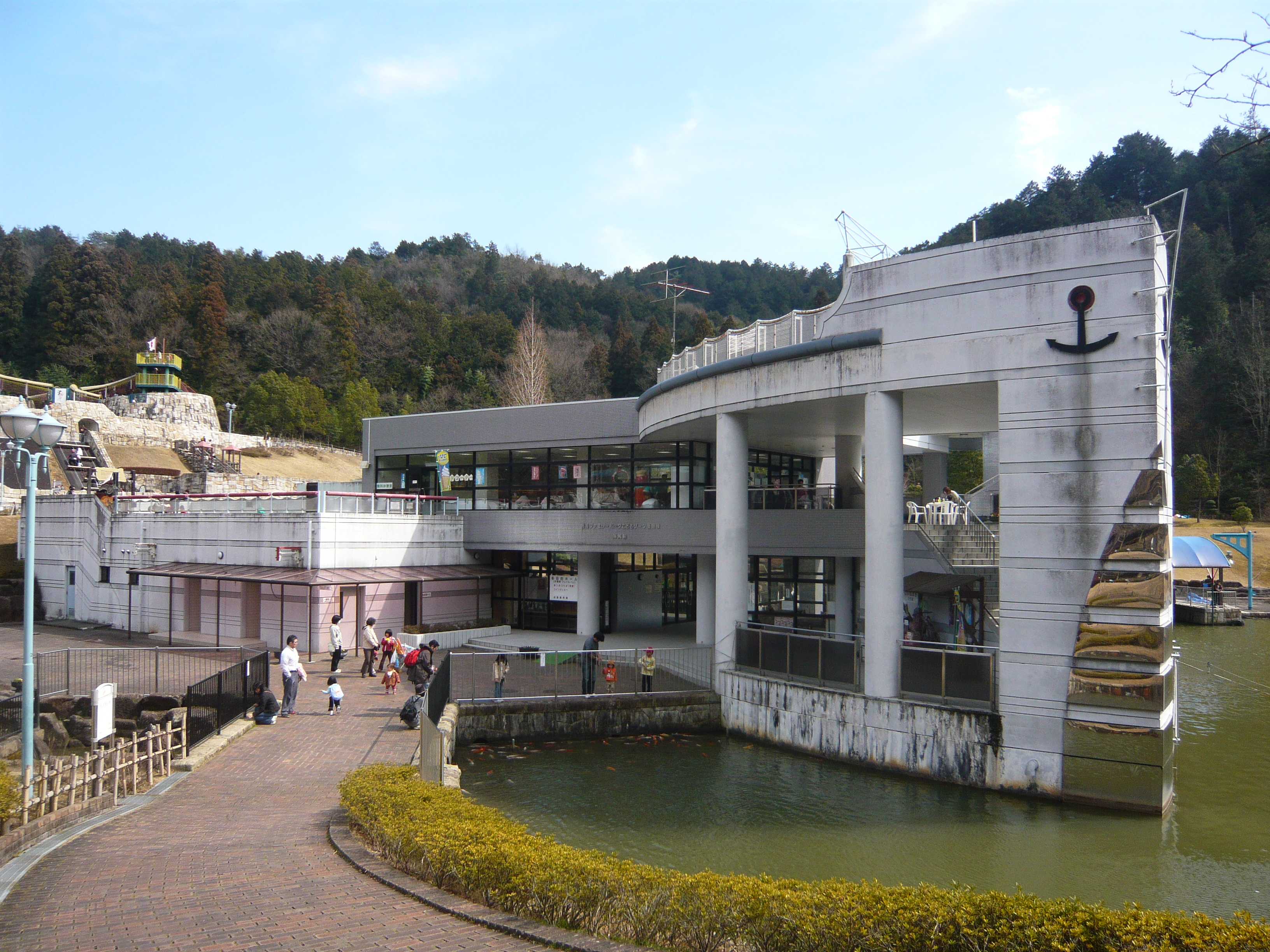
管理棟・フードコート

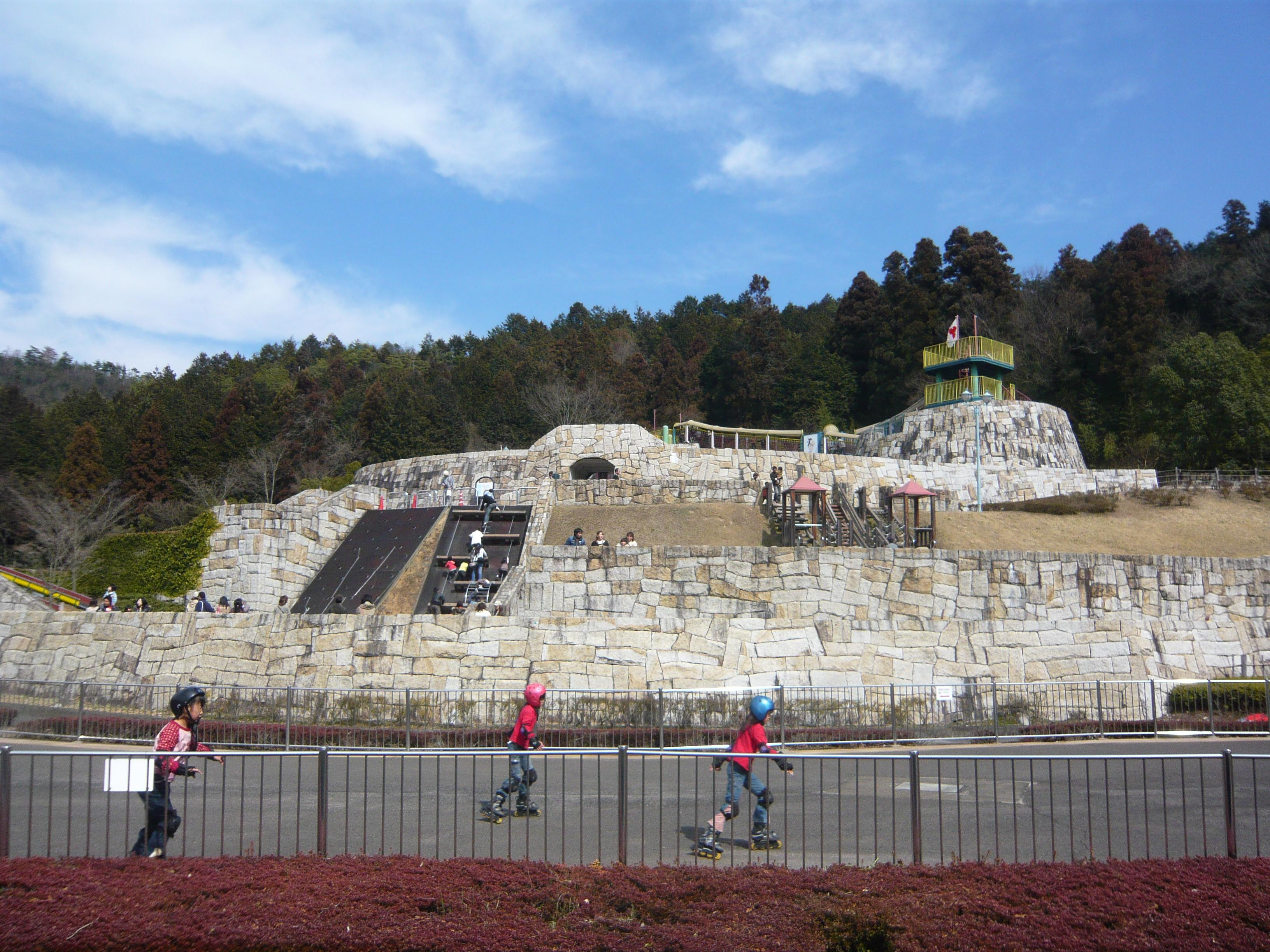
アスレチックとインラインスケート

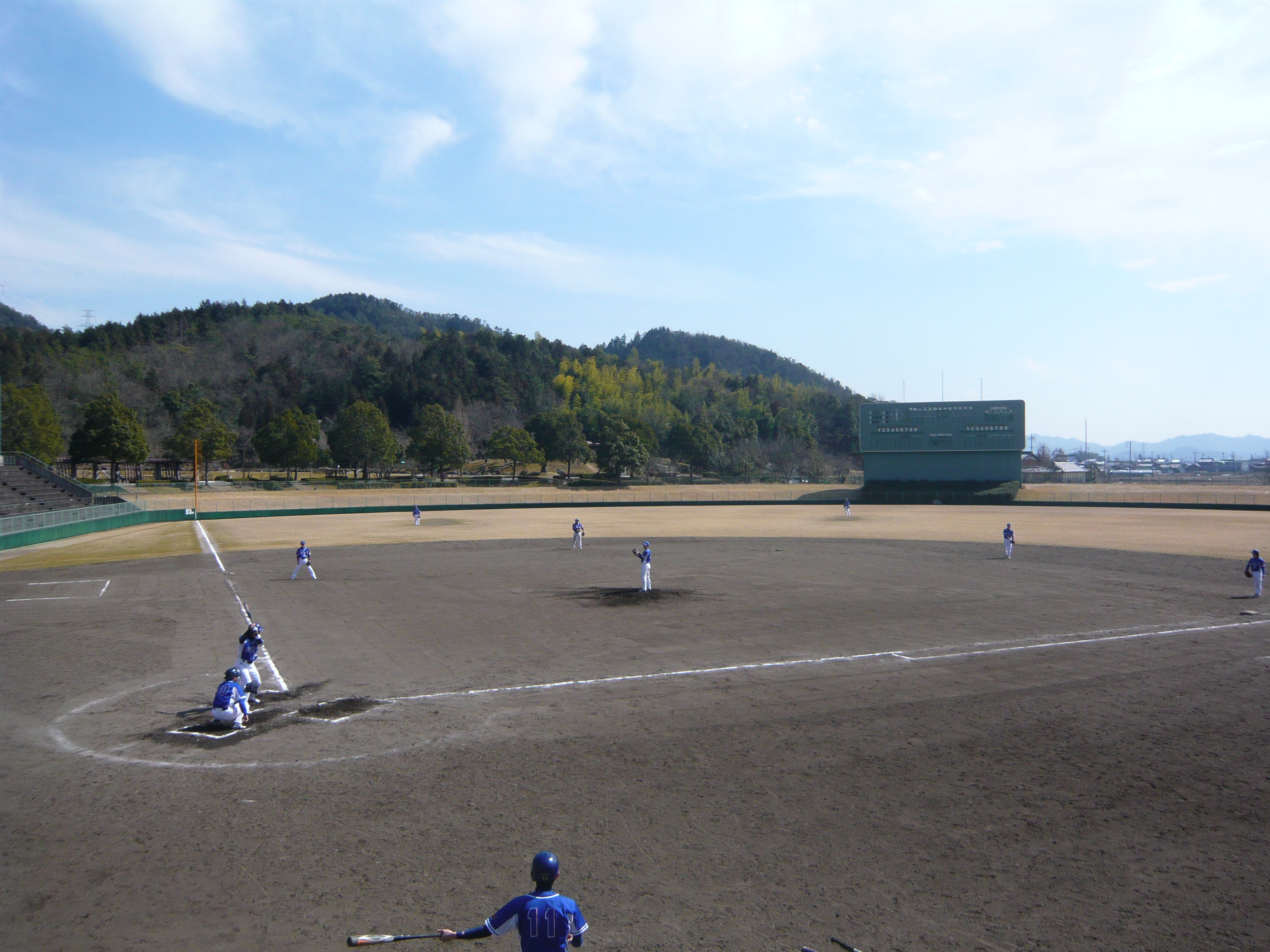
野球場

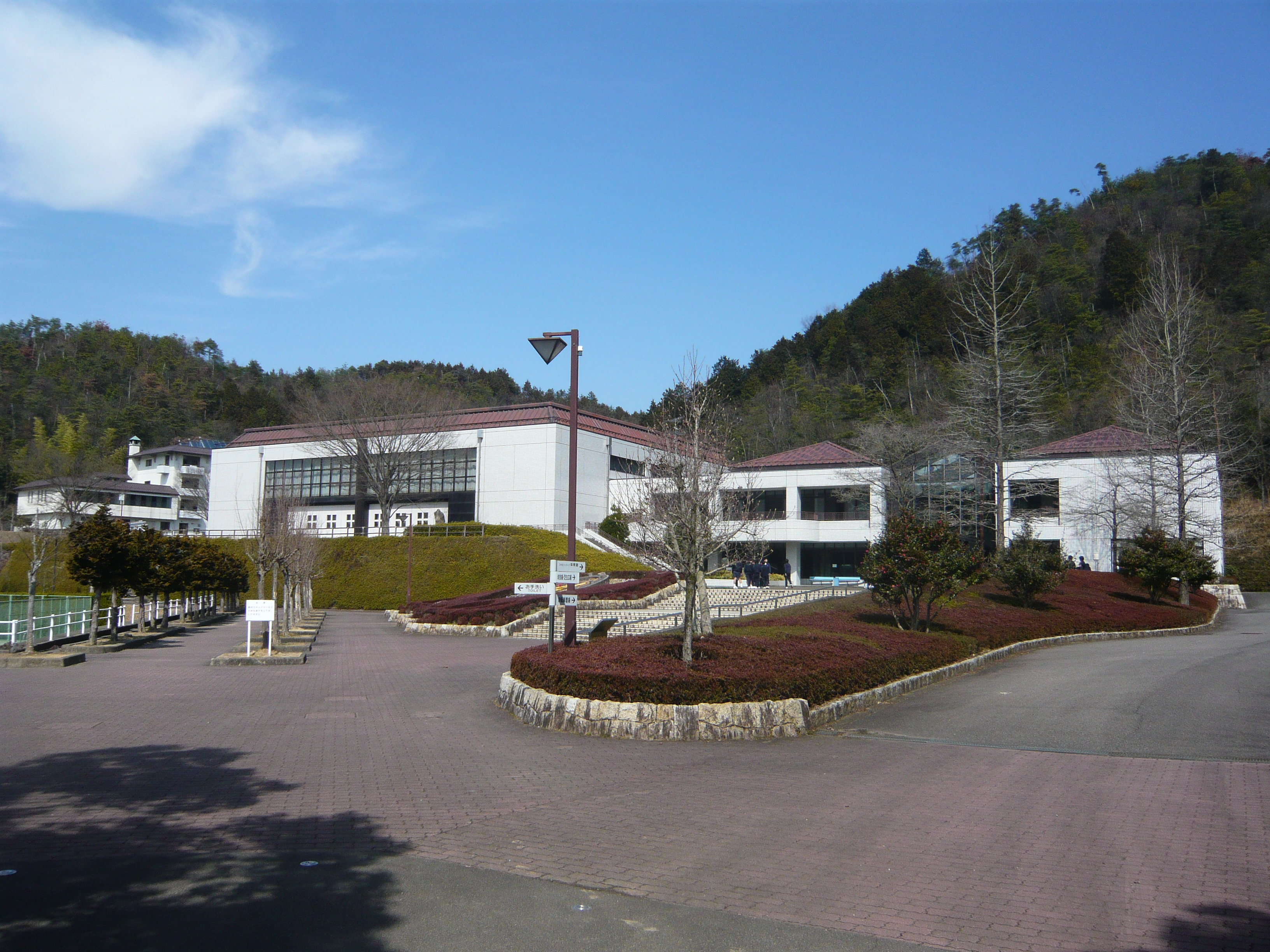
岐阜ファミリーパーク体育館

### こどもゾーン
別名「アドベンチャーバレー」。ボート池には手作り怪獣「アドラ」がある。現在あるのは2代目で「アドラ2」。
- 毎月第3日曜日の「岐阜県家庭の日」は、中学生以下について有料遊具が無料となる。
  - 土日は、障害者・幼児・移動制約者に電動カート（無料）を運行中。
- 無料で利用できるアスレチック（ジェロニモ砦、ロックガーデン、ローラー滑り台など）のほか、
- 下記の有料遊具がある。有料遊具は小学生100円、中学生以上200円（バッテリーカーは100円)
  - ボート - 白鳥やクジラ型のサイクルボート。大型と小型がある。1回20分間。（小学校4年生以上運転可）
  - ゴーカート - 320mのコースを走る。（小学4年生以上・身長135cm以上運転可）
  - サイクルモノレール - 園内の高架レールの上を漕いですすむ。1周180m。
  - スーパーモービル - てんとう虫型のモービルで山麓から山頂へ登る（または山頂から山麓へ降りる）アトラクション。
  - ボブスレー - ソリで山頂から滑り山麓まで降りる。（小学校3年生以上・身長130cm以上）
  - インラインスケート - インライン用スペースで自由に滑る。
  - パターゴルフ - 9コース（全てパー3）の芝コース。大人用・子供用のパターが用意されている。（小学生以上）
  - バッテリーカー - 円形スペースでのバッテリーカー。

### スポーツレクリエーションゾーン
- 岐阜ファミリーパーク野球場
- サッカー兼ラグビー場（ゴールライン50m、タッチライン100m、トイレ・手洗場）
- テニスコート（砂入り人工芝10面、更衣室・トイレ）
- 芝生広場 約35,000m2
- ミワクル広場　冒険遊び場（複合遊具10基　11種類　その他便益施設）

1. ホーンテッドマウンテン
2. グレートフォール
3. ハッピークラウド
4. ジャンピングボム
5. バランスファイト
6. スカラベトンネル
7. レインボービラミッド
8. ボルケーノスライド
9. スネイクロード
10. モンスターウォール
11. パーゴラ・トイレ・水飲み場

- 徳山村の民家
- 野鳥の森等各種の森
- 野生植物園
- 遊歩道(6.7km)
- 岐阜市少年自然の家
- キャンプ場
- 岐阜ファミリーパーク体育館（バスケット・バレーボールなど）

### 駐車場
- 460台（無料）

## イベント
- 5月5日（水） - こいのぼりまつり
- 10月31日（日） - スポレクフェア
- 3月21日（祭） - ファミリーフェア

## アクセス
- 自動車

東海北陸自動車道「関IC」・「美濃IC」から10km約20分。
東海環状自動車道「関広見IC」から10km約20分。
東海環状自動車道「山県IC」から8km約15分
東海環状自動車道「岐阜三輪スマートIC」（ETC専用）からすぐ。（ETC非搭載車両は従来通り、関広見IC、山県ICもしくは関ICが最寄り。）
- バス

岐阜バス加野団地線
岐阜ファミリーパーク行きで終点下車（土日のみ2往復運行）
みわっこバス
岐阜ファミリーパーク行きで終点下車（平日のみ運行）